# Sereia

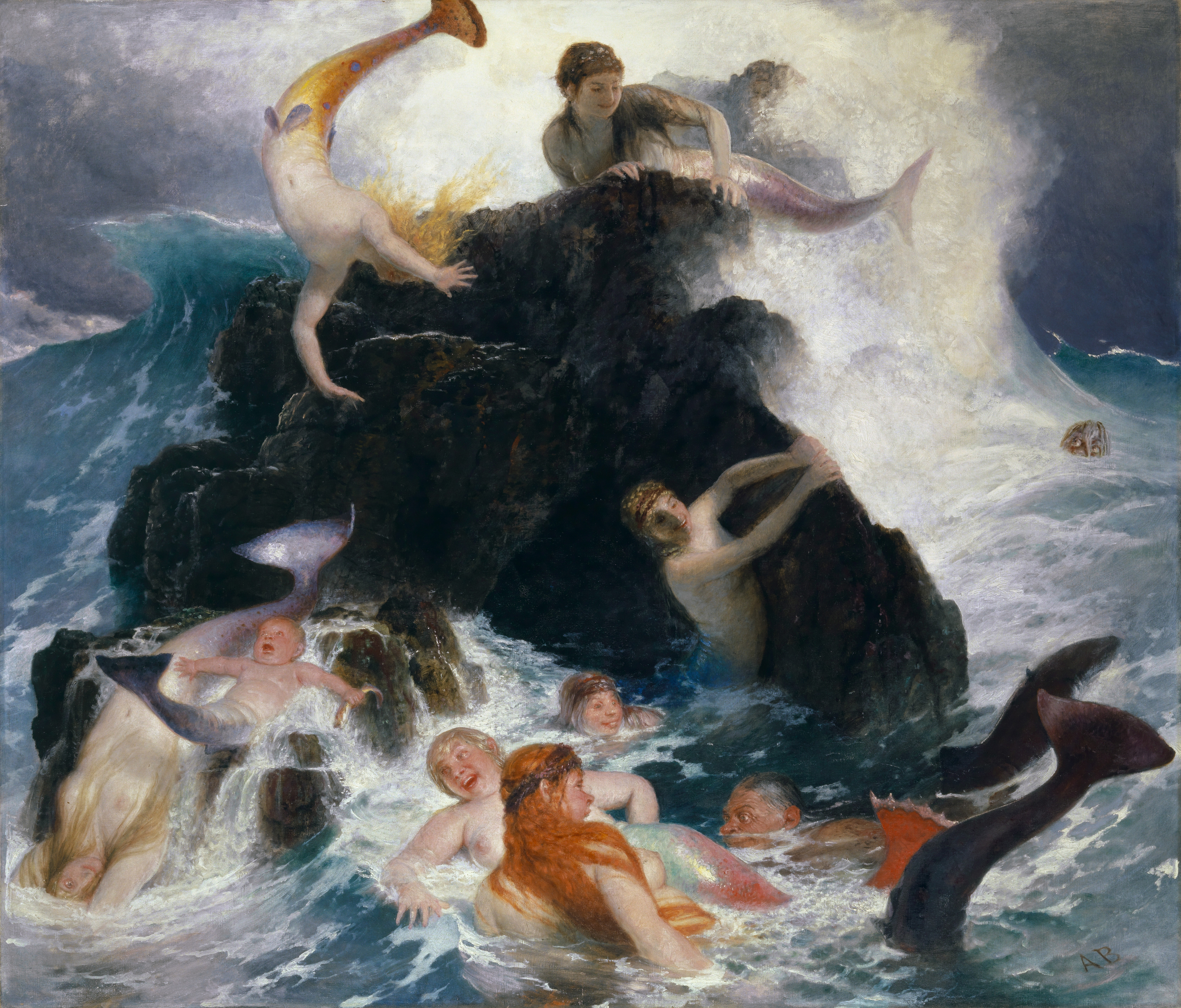
Play of the Nereides (Jogo dos Nereides), 1886 de Arnold Böcklin

Sereia, também sirena ou sirene, é uma figura da real, presente em lendas que serviram para personificar aspectos do mar ou os perigos que ele representa. Quase todos os povos que dependiam do mar para se alimentar ou sobreviver, tinham alguma representação feminina que enfeitiça os homens até se afogarem. O mito das criaturas cobras, representadas na mitologia grega, como um ser que continha o corpo de um pássaro e a delicadeza de uma mulher. Ao longo do tempo, transforma na Idade Média em mulheres metade peixe.  É provável que o mito tenha tido origem em relatos da existência de animais com características próximas daqueles que, mais tarde, foram classificados como sirénios.[carece de fontes?]

## Etimologia
A palavra da língua portuguesa "sereia" (do português arcaico serẽa) e suas equivalentes em outras línguas latinas derivam do grego antigo Σειρῆν no singular (Σειρῆνες no plural), Seirến, enquanto a palavra "sirena" deriva de Σειρήνα, Seirína, nomes de um ser mitológico.  No português, os equivalentes masculinos das sereias são chamados de tritões, nomes de seres da mitologia grega que não estavam relacionados às antigas sirenas da mitologia.[carece de fontes?]

## Mitologia grega

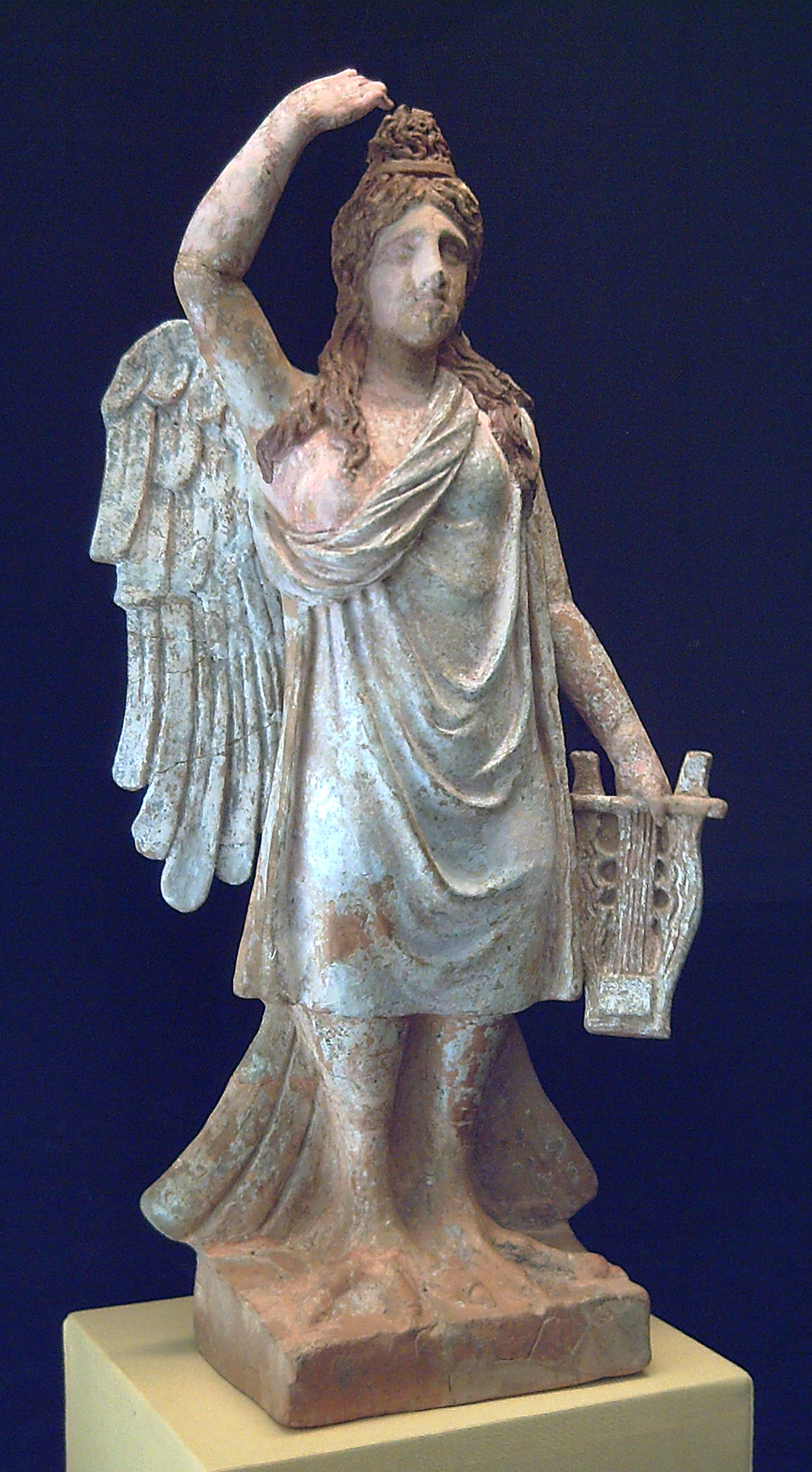
Sereia de Canosa (século IV a.C.)

A mitologia grega foi a quem mais colaborou com o imaginário ocidental. Em 1 100 a.C., eles criaram não só as sereias como as sirenas: mulheres-pássaros que causavam naufrágios ao distrair marinheiros com a voz. Diferentemente das mulheres-peixe, nunca se apaixonavam por humanos. Eram filhas do deus-rio Aqueloo, criadas para serem amigas de Perséfone, filha de Zeus e Deméter.
Filhas do rio Achelous e da musa Terpsícore, tal como as harpias, habitavam os rochedos entre a ilha de Capri e a costa da Itália. Eram tão lindas e cantavam com tanta doçura que atraíam os tripulantes dos navios que passavam por ali para os navios colidirem com os rochedos e afundarem. Odisseu, personagem da Odisseia de Homero, conseguiu salvar-se porque colocou cera nos ouvidos dos seus marinheiros e amarrou-se ao mastro de seu navio, para poder ouvi-las sem poder aproximar-se. As sereias representam na cultura contemporânea o sexo e a sensualidade.[carece de fontes?]
Na Grécia Antiga, porém, os seres que atacaram Odisseu eram, na verdade, retratados como sendo sirenas, mulheres que ofenderam a deusa Afrodite e foram viver numa ilha isolada. Se assemelham às harpias, mas possuem penas negras, uma linda voz e uma beleza única.[carece de fontes?]
Algumas das sirenas citadas na literatura clássica são:
- Pisinoe (controladora de mentes)
- Telxiépia (cantora que enfeitiça)
- Ligeia (doce sonoridade)
- Aglaope
- Leucósia
- Partenope (mitologia)

Segundo a lenda, o único jeito de derrotar uma sereia ao cantar seria cantar melhor do que ela.
Em 1917, Franz Kafka escreveu o seguinte no conto O silêncio das sereias:
As sereias, porém, possuem uma arma ainda mais terrível do que seu canto: seu silêncio.

## Sereias modernas

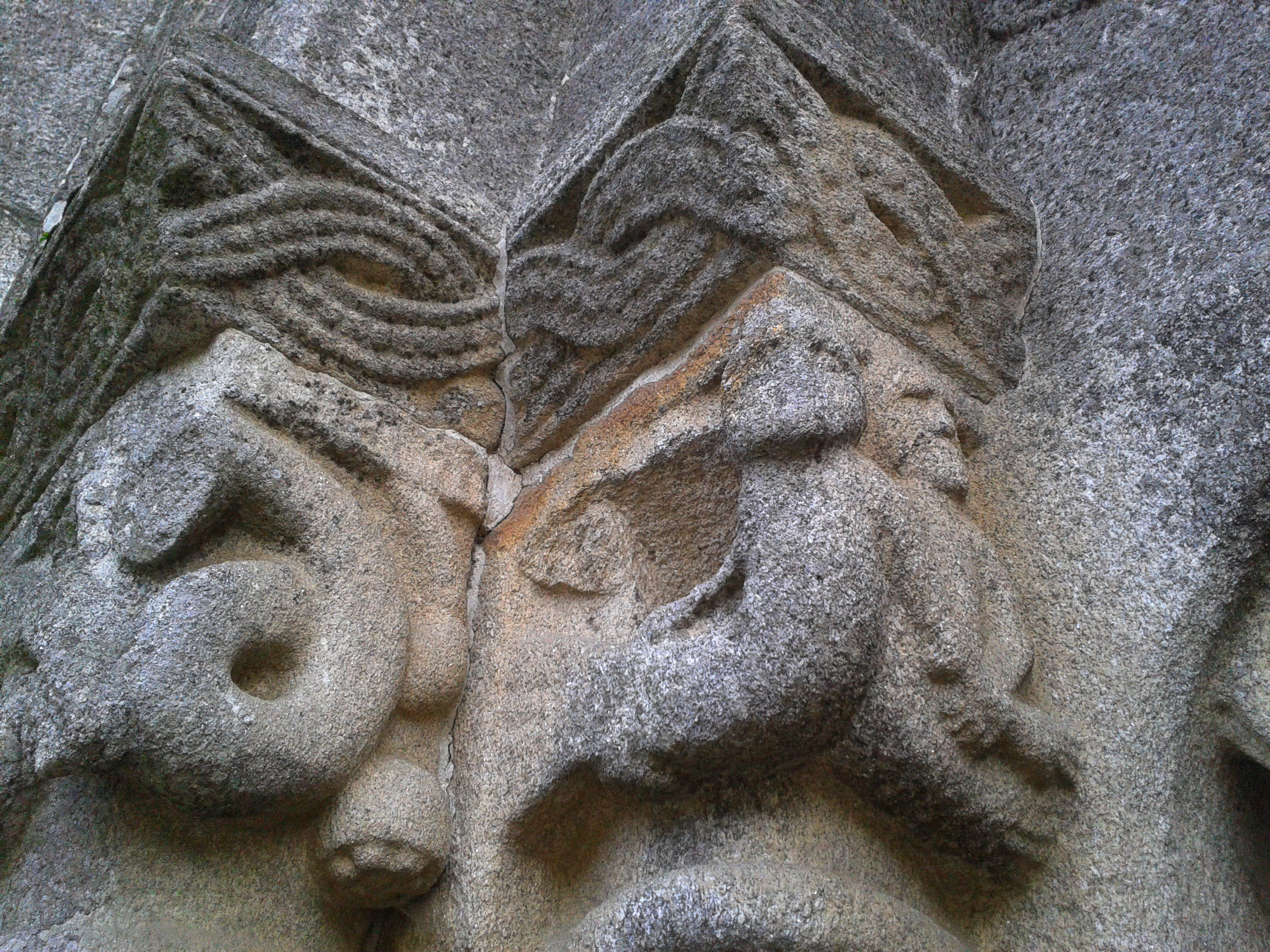
Sereia no século XII na Igreja de São Cristóvão de Rio Mau

Na Idade Média, as sereias com caudas de peixe foram primeiramente descrito por um monge da Abadia de Malmesbury em torno de 680 d.C. Para o Cristianismo estes seres significavam pecado, vaidade e luxúria. As sereias dos bestiários e outros manuscritos medievais desempenhavam as funções básicas de mostrar a bondade e a riqueza da Criação de Deus; e personificar os pecados mortais, as tentações da carne e a vaidade como pecado corporificado na beleza, no espelho e no pente, os inseparáveis objetos característicos da imagem contemporânea das sereias. Por essa razão, são relativamente comuns na arte sacra, como decoração de igrejas e altares. Junto com os dragões, as sereias são um dos animais fantásticos mais representados no românico português. O fortalecimento das histórias, podem ser das histórias de marinheiros, que pensavam que tinham visto essas criaturas na espuma do oceano e do mar. Na realidade, eles provavelmente viram vaca-marinha-de-steller ou peixes-boi.

## Sereias nas diversas culturas

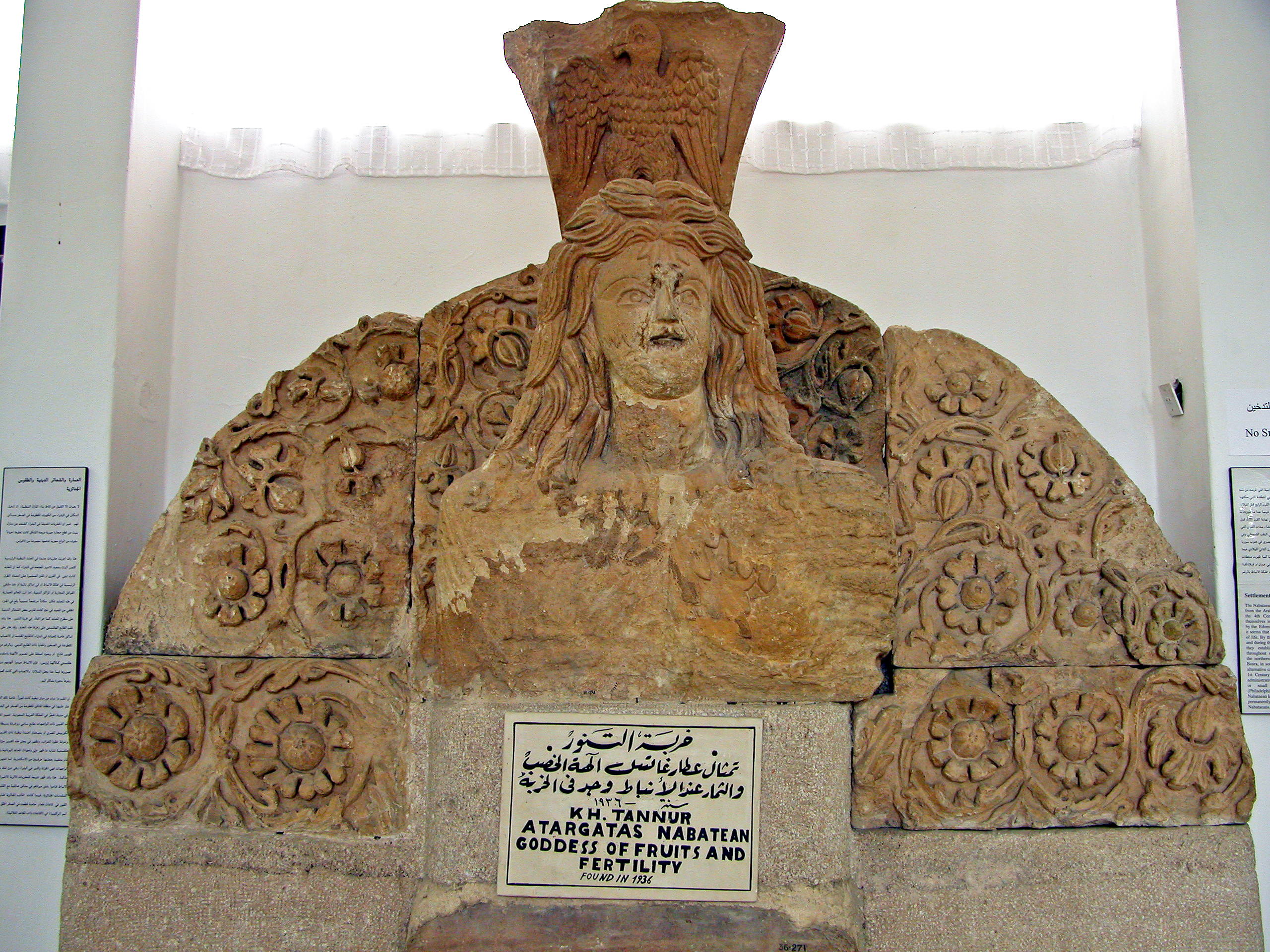
Baixo-relevo nabateu do de Atargatis no Museu Arqueológico da Jordânia, Amã

### Neolitico
Na pré-história, não havia a ideia de uma sereia, mas, de espécies de animais aquaticos, com aparencia e inteligência comparavel a dos humanos. O conhecimento profundo dessa tradição se da pela tradição oral das culturas ao redor do mundo, que falam sobre belas mulheres que habitam os oceanos e criaturas aquaticas de forma humana com aspecto de demonio. Uma forte evidencia que sobrevive nos dias de hoje é o termo hebraico תַּנִּינִ֖ם (taniim), que significa "dragão aquatico", "aqueles que são poderosos na agua". Baseado nisso, conclui-se que as sereias eram entendidas como seres neutros, criados para manter a ordem no mundo aquatico e "recarregar as energias" dos homens. Contudo, se fossem provocadas, poderiam trazer a miséria. 

### Religão Védica
Associava as sereias e demais seres poderosos aquaticos a demonios, pois, sobrevivem devorando seres vivos e se comportam como "a imagem dos devas, tal como nós". Assim portanto, frutos da ilusão(maya). 

### Religão Hindu
Os seres poderosos do mar, foram criados para manter a ordem, pois sem a morte, a dor levaria os seres vivos a devorarem tudo o que existe, até que devore a si mesmo. Assim como o homem controla samsara na terra, as mulheres da agua controlam samsara da agua 

### Oriente Médio
A referencia escrita mas antiga às sereias vem da Assíria (1 000 a.C.): a deusa síria do céu, do mar, da chuva e da vegetação, também cultuada pelos romanos como Dea Syria. Deusa poderosa com atributos muito complexos, Atargatis podia ter várias representações. Como deusa celeste, ela surgia cercada de águias, viajando sobre as nuvens. Como regente do mar, poderia ser uma deusa serpente ou peixe. Podia ainda ser a essência fertilizadora da chuva, com a água vindo das nuvens e das estrelas. Ainda podia aparecer como a própria deusa da terra e da vegetação, cuidando da sobrevivência de todas as espécies. Um mito antigo descreve a descida de Atargatis do céu como um ovo, do qual surgiu uma linda deusa sereia.

### Mitologia africana
Sereias são bem conhecidas na cultura africana - mais do que conhecidas, elas são reverenciadas e temidas.

#### Mami Uata
Ao mesmo tempo belo, protetor, sedutor e perigoso, o espírito da água Mami Uata (Mãe Água) é celebrado em grande parte da África e do Atlântico Africano. Uma rica variedade de artes a rodeia, assim como uma série de outros espíritos aquáticos - todos honrando a natureza essencial e sagrada da água. Mami Uata é frequentemente retratado como uma sereia, um encantador de serpentes ou uma combinação de ambos.

#### Kianda, a Sereia Angolana
Deusa das águas da Mitologia Angolana, é tradicionalmente venerada através de oferendas. Pepetela, um dos expoentes máximos da literatura em Angola, tem inclusive um livro intitulado “O silêncio da Kianda”.

#### Mondao
Na África Austral, eles são chamados de Mondao. O Mondao é um espírito da água na forma de uma cobra que vive em corpos de água. Esse tremor tem um tremendo poder, e dizem que ela é responsável pelo dinheiro e pela abundância. No país do Zimbábue,são retratadas como criaturas maliciosas que gostam de puxar banhistas ou nadadores sob as ondas até a morte.

#### M amogashwa
Sereia do mal espreite sobre a represa de Marikana, perto da cidade de Mabopane, ao norte de Pretória, descrito como sendo meio humano e meio peixe, com a parte superior do corpo parecida com uma mulher.

### Na Europa

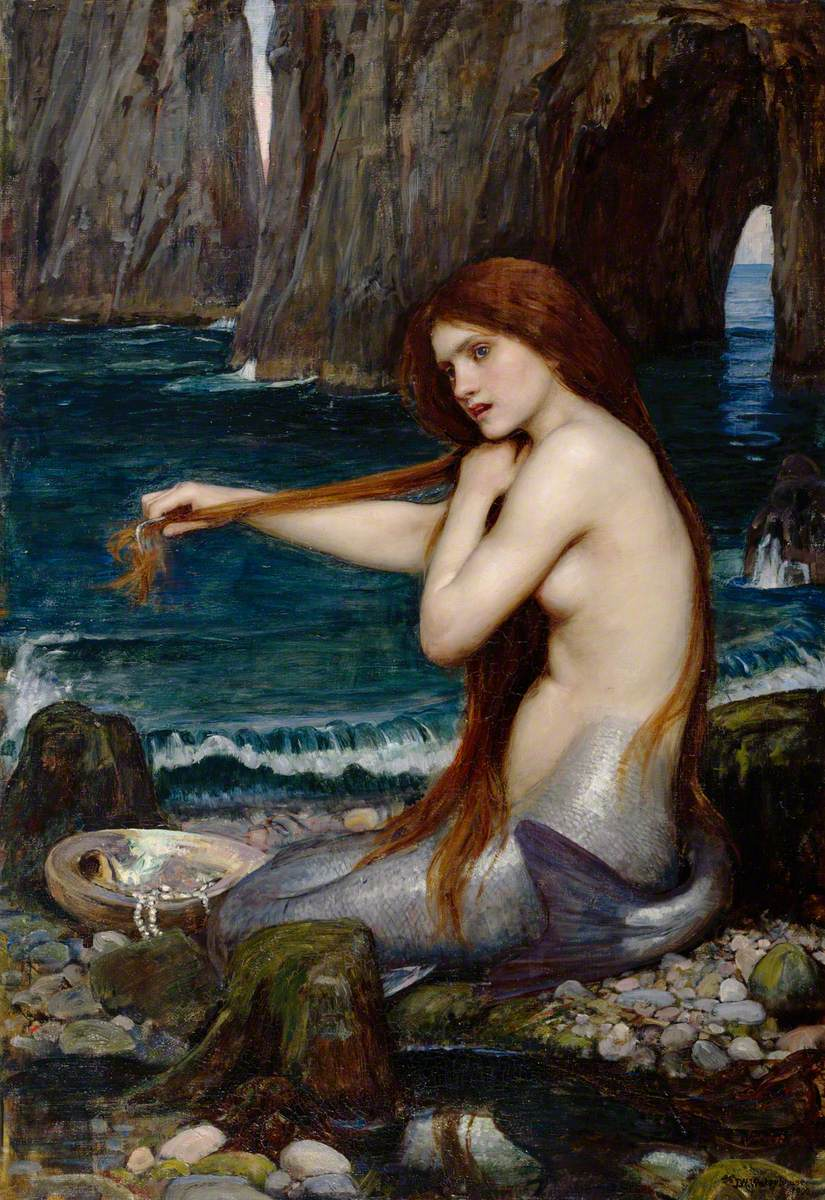
A Mermaid ("Uma Sereia") de John William Waterhouse

#### Mitologia Francesa

##### Melusina
Melusina é uma personagem do folclore europeu representada por um ser metade mulher, metade peixe ou serpente. Em alguns contos é retratada tendo até duas caudas, asas e coroa, muitas vezes sendo mencionada como uma nixe – espírito de forma humana que vive em rios, lagos e cachoeiras, e que pode se apresentar de várias maneiras, como figura de sereias, animais e até objetos inanimados.

#### Merrows da Irlanda
Entre os celtas havia os merrow, um povo com rabo de peixe, que podia atingir dimensões colossais, mais de 60 metros de comprimento. Mas também podiam se disfarçar de mulheres e geralmente preferiam os homens aos machos da própria espécie, que eram muito feios. Nessa forma, elas podiam até casar e ter filhos — e alguns nobres irlandeses juravam de pés juntos serem descendentes de merrows. Uma sereia irlandesa, Murgen, passou a ser vista como santa pelo povo, depois que os irlandeses se converteram ao cristianismo.

#### Folclore britânico

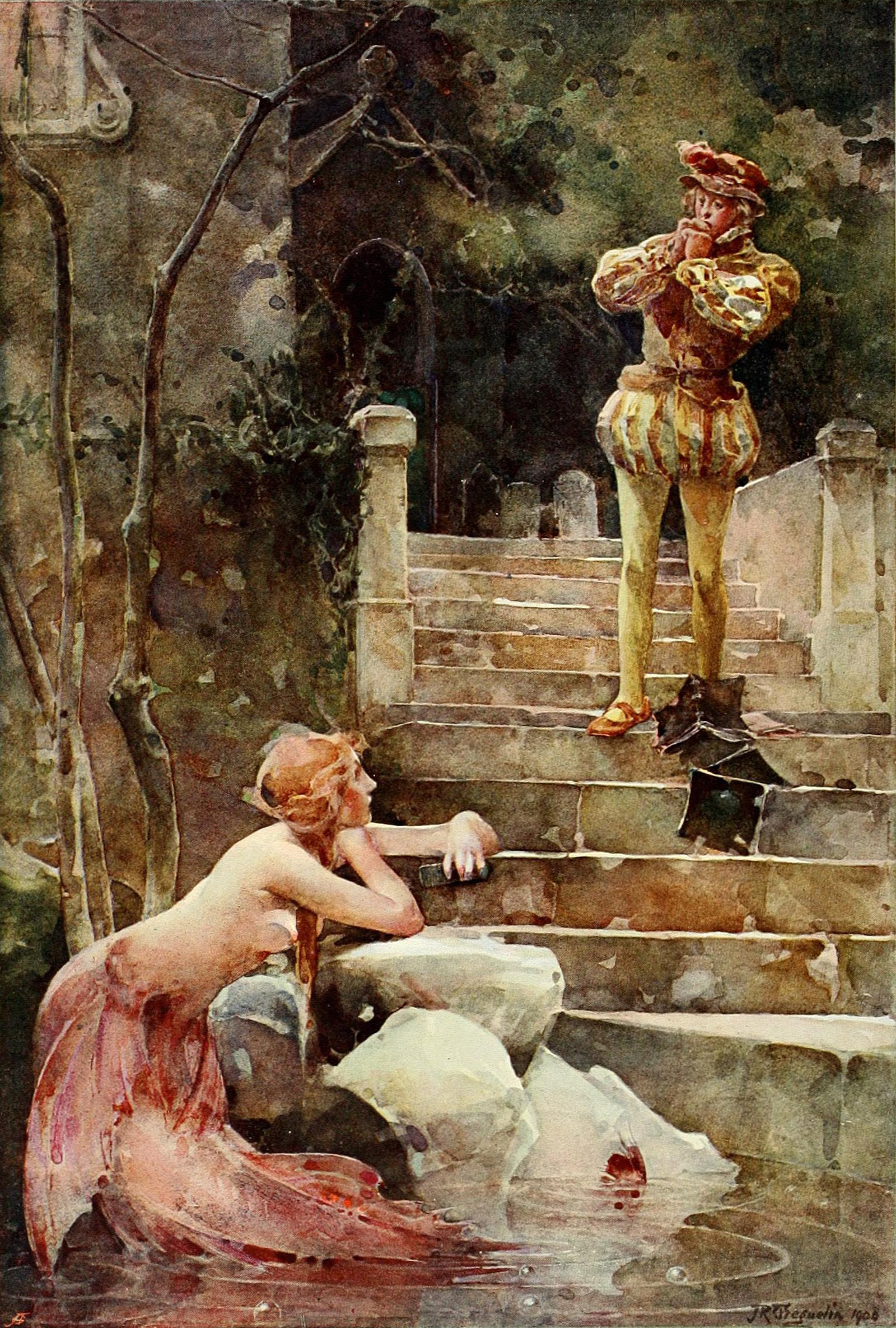
The Mermaid of Zennor ("A sereia de Zennor") de John Reinhard Weguelin

Em sua igreja de Zennor, em Cornualha, uma sereia, está esculpida na lateral de um banco que data do século 15. A sereia de Zennor, é um conto de uma sereia apaixonou-se por um rapaz e o atraiu para o mar.

#### Polônia

##### Sereia de Varsóvia
Lenda na qual duas irmãs sereias nadaram do oceano Atlântico até o mar Báltico.  Uma sereia chegou em Varsóvia pelo rio Vístula e gostou tanto da cidade que decidiu ficar. Um comerciante muito rico ao ouvir seu canto, resolveu capturá-la para poder ganhar dinheiro com apresentações em feiras. Todas as noites um pescador ouvia seu choro e decidiu libertá-la. Como agradecimento, a sereia prontificou-se a ajudá-lo quando necessário e, por esse motivo, a Sereia de Varsóvia está armada com uma espada e um escudo para proteger a cidade e seus habitantes. Podemos encontrar várias estátuas da sereia por toda Varsóvia.

### Mitologia russa

#### Rusalka
Mulheres jovens que se afogavam rios ou lagos e buscavam a destruição de homens como uma espécie de reparação e desejo de vingança por violências sofridas em vida.

### Mitologia japonesa

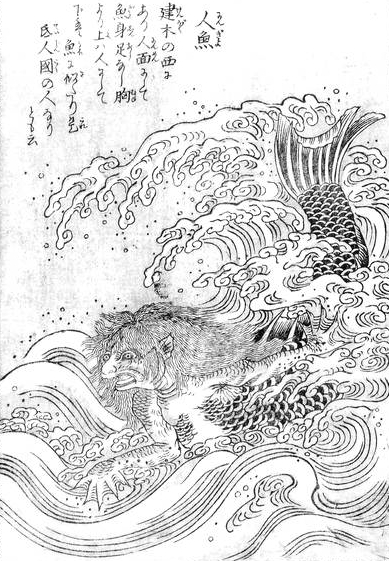
Konjaku Hyakki Shui de Toriyama Sekien

As sereias são chamadas no Japão de “ningyo”, e as duas histórias mais conhecidas de ningyo são a de Amabie e a de Yao Bikuni. A palavra ningyo, formado pelos kanji “nin”, pessoa, e “gyo”, peixe, traduzida como sereia, é utilizada para designar as criaturas ocidentais metade peixe-metade ser humano e também as criaturas orientais que possuem características aquáticas e humanas.
Com o torso e o rosto variando entre humano e peixe, as sereias nipônicas possuem dedos longos, garras afiadas e brilhantes escamas douradas, podendo variar em tamanho, desde o tamanho de uma criança a um adulto. Suas cabeças foram, por vezes, descritas como sendo deformadas, possuidoras de chifres, ou dentes proeminentes. Em outras versões, as sereias são descritas com uma forma que lembra a versão mais familiar de sereias ocidentais, mas com uma aparência sinistra, meio demoníaca. Segundo a lenda, são capazes de emitir um canto agradável como a canção de um pássaro ou o doce som de uma flauta. Mas, ao contrário das sereias das lendas do Atlântico e do Mediterrâneo, uma Ningyo do Pacífico e do Mar do Japão são criaturas horríveis, sendo consideradas como um pesadelo surreal ao invés de uma mulher sedutora. Porém, acredita-se que a carne de uma Ningyo pode conceder a imortalidade e, suas lágrimas transformam-se em pérolas e, quando consumidas, trazem a juventude eterna sendo, portanto, assunto de muitos contos populares, alguns assustadores.

### Na Oceania

#### Ilhas Guam

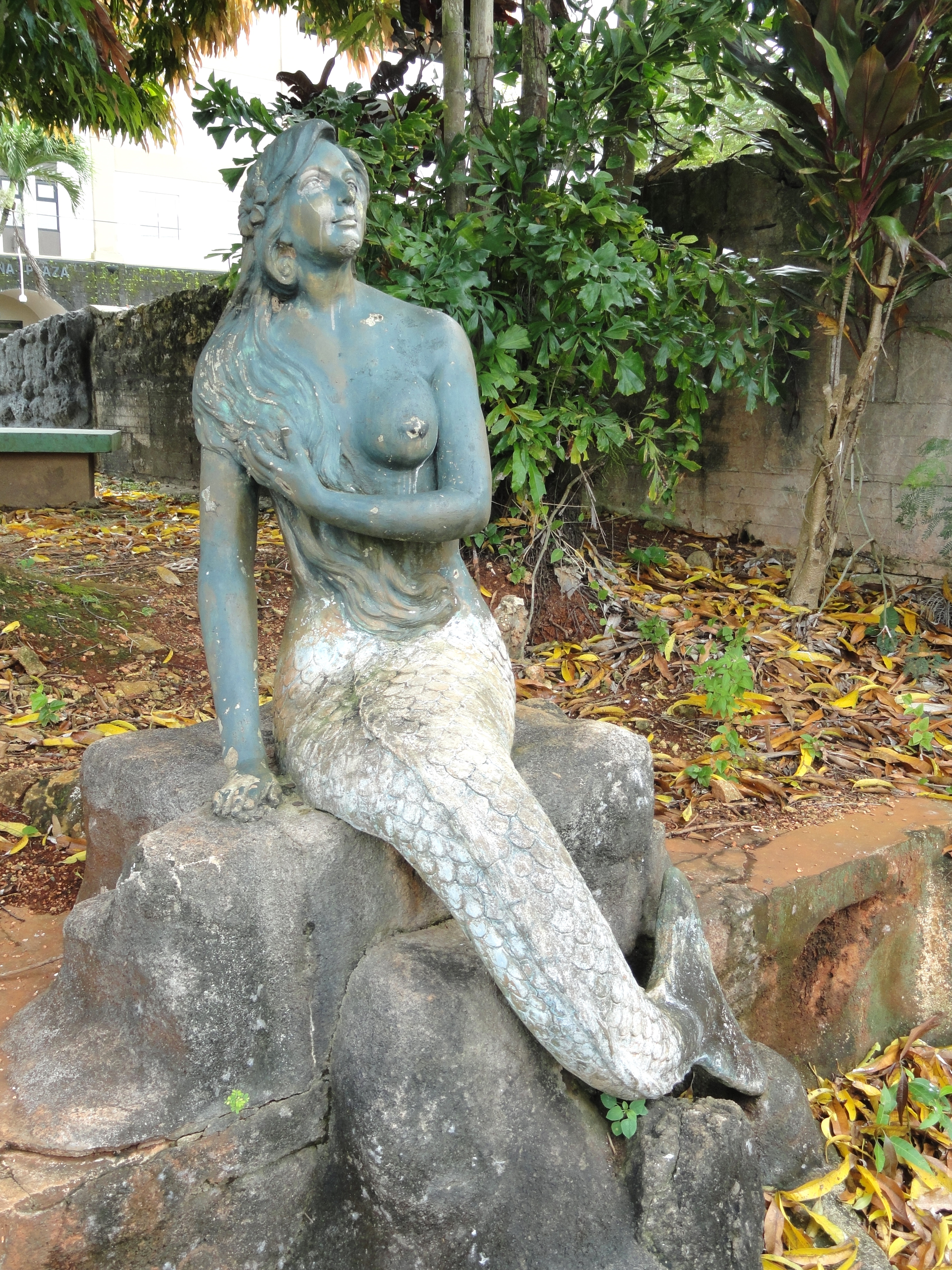
Estátua de Sirena em Agana, Guam

Sirena: Uma sereia lendária de Guam é um conto da jovem Sirena, que viveu em Agana e que adorava nadar foi amaldiçoada pela mãe a virar peixe, entretanto a avó interveio e a transformação só funcionou pela metade. Por fim, tal mulher se tornou protetora dos marinheiros

## Folclore brasileiro

### Iara

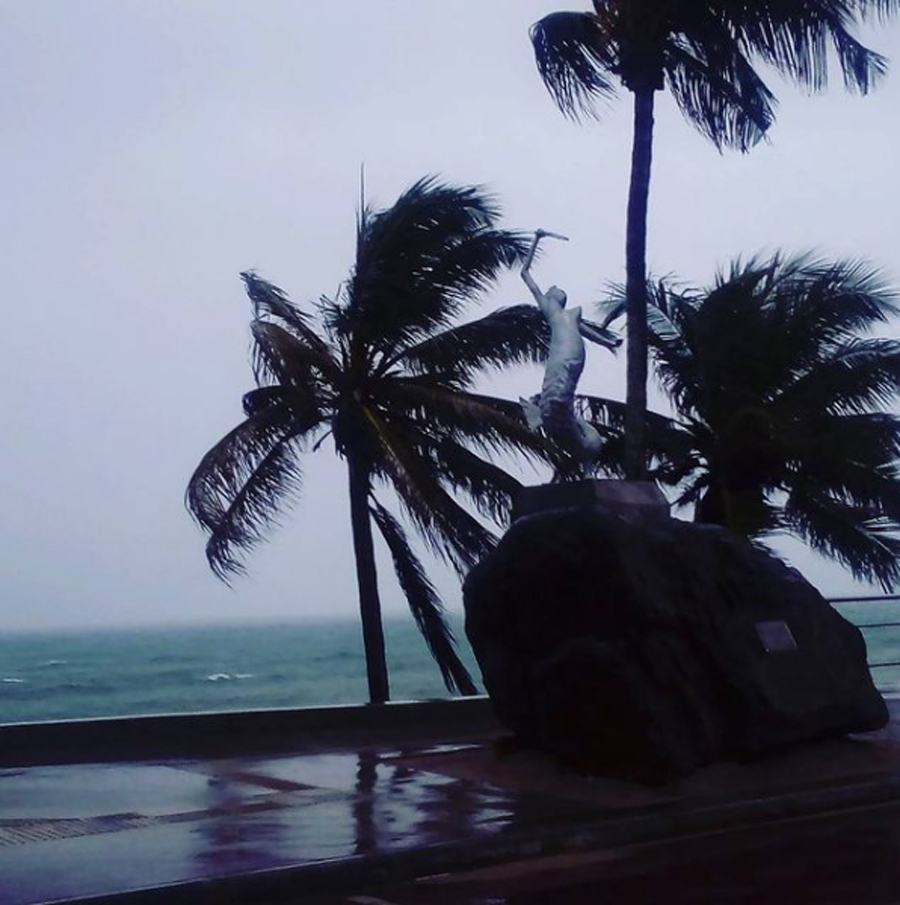
Sereia de Itapuã, Salvador

Iara ou Mãe-d'água, segundo o folclore brasileiro, é uma linda sereia que vive no rio Amazonas. Na Bahia, as sereias podem representar os Orixás das sobrevivências de crenças africanas. No caso Iemanjá e Oxum.

### Gruta das Encantadas
A Gruta das Encantadas é uma gruta localizada no sul da ilha do Mel, no Paraná, Brasil.

### A Sereia da Furna do Diamante
No litoral do Rio Grande do Sul, mais precisamente nas praias de Torres, existe a lenda que uma sereia protege um esconderijo repleto de diamantes e pedras preciosas. Esta sereia, conforme a lenda, aparece na entrada de uma gruta, sempre na meia-noite de toda sexta-feira de lua cheia. Se alguém tiver a sorte de ver a sereia e presenteá-la com um pente, sem nada perguntar, descobrirá onde está enterrado o tesouro.

### Alamoa
A lenda da Alamoa é uma das mais famosas da ilha de Fernando de Noronha, mulher seminua nos lugares mais remotos do arquipélago e com seus encantos fazia os apaixonados a seguirem pela noite adentro, até despencarem de um dos penhascos de Fernando de Noronha.